# Schusswaffengebrauchskommission
Unter Schusswaffengebrauchskommission (SGK) bzw. Schusswaffenkommission versteht man in einigen Bundesländern Deutschlands eine Gruppe von hierzu von der örtlichen Staatsanwaltschaft beauftragten Polizei-Mitarbeitern, die zur unabhängigen Prüfung der Rechtmäßigkeit des Schusswaffengebrauchs durch einen Kollegen (Polizisten) im Dienst bestellt werden.
Situation im Land Berlin
In West-Berlin arbeitete eine SGK/SK seit Mitte der 1970er Jahre bis Mitte der 1980er; es gab öffentliche Auseinandersetzungen, was die Parteilichkeit der Polizeibehörde im Umgang mit beschuldigten Kollegen anging. So wurde der Fall Benno Ohnesorg umfänglich diskutiert und von vielen Seiten der Polizei vorgehalten, sie schütze eigene tatverdächtige Beamte wie Kurras. Vor Gericht wurde damals der Schütze freigesprochen, nachdem Polizei und Justiz kein Fehlverhalten hatten feststellen können und die Anklage nur auf "fahrlässige Tötung" lautete. Infolgedessen wurde die SK gebildet.
Später, 1983, wurde der Fall eines erschossenen jugendlichen Einbrechers in Berlin-Wilmersdorf wg. des Fehlverhaltens der SK intensiv diskutiert. Der Einbrecher kletterte über ein Dach und wurde im Dunkeln auf der Flucht aus einem Second-Hand-Laden zeitgleich mit dem Ruf "Polizei" von dem jungen Polizisten Jörg R. erschossen. Die SGK sah angemessenes Verhalten (Putativnotwehr), aber das Gericht rügte deren Parteilichkeit; der Schütze sagte aus, seine Einlassungen waren aber offenbar grob unwahr. Zahlreiche Beamte, so der SK-Vorsitzende Waldow eidlich und der Polizeipressesprecher Schultz uneidlich, logen vor Gericht, wurden später verurteilt und intern versetzt. Die SGK wurde nach dieser öffentlichen "Justiz-Rüge" in Berlin abgeschafft; der Beschuldigte Polizist erhielt eine Freiheitsstrafe von 2½ Jahren und verlor den Beamtenstatus.
Heute wird in vergleichbaren Situationen im Auftrag der ermittelnden Staatsanwaltschaft ein Ermittlungsteam der Mordkommission beauftragt.
Andere Bundesländer
In der Regel werden entsprechende Ermittlungskommissionen der Staatsanwaltschaft eingerichtet.
Europäische Gemeinschaft
Die Europäische Gemeinschaft strebt auch in diesem Spezialgebiet eine Harmonisierung der nationalen Gesetze an.